# Sean Choi
Sean Choi (ur. 12 lipca 1986) – nowozelandzki judoka. 
Startował w Pucharze Świata w latach 2009-2012. Złoty medalista mistrzostw Oceanii w 2011. Mistrz kraju w 2007, 2008 i 2009 roku.